# 最富キョウスケ
最富 キョウスケ（もとみ キョウスケ）は、日本の漫画家。埼玉県在住。

## 略歴
- 2002年 - 第8回Betsucomiまんが学園ブロンズ賞を受賞した『へたくそキューピッド』が、2002年『デラックスBetsucomi』10月増刊号に掲載されデビュー。
- 2021年 - 第67回小学館漫画賞少女部門に『クイーンズ・クオリティ』がノミネートされた[2]（落選[3][4][5]）。

## 作品リスト
全て小学館、フラワーコミックスから刊行されている。
- 男前!ビーズ倶楽部（2004年12月20日発売[6]、『Betsucomi』2004年9月号 - 2004年11月号、ISBN 4-09-130067-7、全1巻）
  - 男前!ビーズ倶楽部 ハイパーバージョン（『デラックスBetsucomi』2004年12月5日号）
  - ベリー ブラック ホワイトデー （『Betsucomi』2004年3月号）
  - 後前!ビーズ倶楽部[7]（描きおろし）
- プリキュウ（2005年、全1巻）
- ペンギンプリンス（2006年3月24日発売[8]、ISBN 4-09-130358-7）
  - ペンギンプリンス（『Betsucomi』2005年1月号）
  - 千年ラブソング （『Betsucomi』2005年10月号）
  - 正座してTea time（『デラックスBetsucomi』2004年2月5日号）
  - 花とあなたとTea time（『デラックスBetsucomi』2004年6月5日号）
  - ぼくの四つ葉のさがしかた（『デラックスBetsucomi』2003年10月5日号）
- 青春サバイバル（2006年8月25日発売[9]、ISBN 4-09-130564-4）
  - 青春サバイバル（『Betsucomi』2006年5月号）
  - うそつきラブレター（『Betsucomi』2006年3月号）
  - 刃とハートの危険な関係（『デラックスBetsucomi』2006年2月5日号）
  - 男前!ビーズ倶楽部〜不死鳥のように…!〜（『デラックスBetsucomi』2005年12月5日号）
- ビーストマスター（2006年 - 2007年、全2巻）
  1. 2007年2月26日発売、『Betsucomi』2006年10月号 - 12月号、『ベツコミ』2007年1月号、ISBN 978-4-09-130854-2
    - Fly（『デラックスBetsucomi』2003年8月号）

  2. 2007年7月26日発売、『ベツコミ』2007年2月号 - 3月号、ISBN 978-4-09-131158-0
    - ビーストマスター 番外編（『デラックスベツコミ』2007年初夏の超!特大号）
    - サボテンサマーサプライズ（『Betsucomi』2006年9月号別冊『Betsucomi＋1』）
- 電撃デイジー（2007年 - 2013年、全16巻）
- QQスイーパー（2014年 - 2015年、全3巻）
  1. 2014年9月26日発売[10]、『ベツコミ』2014年4月号[11] - 8月号、ISBN 978-4-09-136316-9
  2. 2015年2月26日発売[12]、『ベツコミ』2014年9月号 - 2015年1月号、ISBN 978-4-09-136819-5
  3. 2015年7月24日発売[13]、『ベツコミ』2015年2月号 - 6月号、ISBN 978-4-09-137628-2
- クイーンズ・クオリティ[14]（『ベツコミ』2015年8月号[15] - 2025年3月号[16]、全25巻）
  1. 2016年1月26日発売[17][18]、『ベツコミ』2015年8月号[15] - 12月号、ISBN 978-4-09-138280-1
  2. 2016年6月24日発売[19]、『ベツコミ』2016年1月号 - 5月号、ISBN 978-4-09-138378-5
  3. 2016年11月25日発売[20]、『ベツコミ』2016年6月号 - 10月号、ISBN 978-4-09-138697-7
  4. 2017年3月24日発売[21]、『ベツコミ』2016年11月号 - 2017年3月号、ISBN 978-4-09-139169-8
  5. 2017年10月26日発売[22]、『ベツコミ』2017年4月号 - 8月号、ISBN 978-4-09-139716-4
  6. 2018年3月26日発売[23]、『ベツコミ』2017年9月号 - 2018年1月号、ISBN 978-4-09-139850-5
  7. 2018年8月24日発売[24]、『ベツコミ』2018年2月号 - 6月号、ISBN 978-4-09-870138-4
  8. 2019年2月26日発売[25]、『ベツコミ』2018年7月号 - 11月号、ISBN 978-4-09-870336-4
  9. 2019年6月26日発売[26]、『ベツコミ』2019年1月号 - 4月号、ISBN 978-4-09-870448-4
  10. 2019年10月25日発売[27][28]、『ベツコミ』2019年5月号 - 8月号、ISBN 978-4-09-870632-7、（スペシャルファンブック付き限定版：通常版と同日発売[29][28][30]、ISBN 978-4-09-943055-9）
    - 玖太郎とアタルの密談（描きおろし、特装版のみ収録）
    - 最富キョウスケのマンガの描き方（描きおろし、特装版のみ収録）

  11. 2020年2月26日発売[31][32]、『ベツコミ』2019年9月号、11月号 - 2020年1月号、ISBN 978-4-09-870754-6、（ドラマCD付き特装版：通常版と同日発売[33][32]、ISBN 978-4-09-943062-7）
  12. 2020年8月26日発売[34]、『ベツコミ』2020年2月号 - 5月号、7月号、ISBN 978-4-09-871061-4、（スペシャルストーリーブック付き特装版：通常版と同日発売[35][36]、ISBN 978-4-09-943071-9）
    - お弁当箱（『デラックスベツコミ』2016年10月増刊号、特装版のみ収録）
    - 黒崎の相談（『&フラワー』2017年6号、特装版のみ収録）
    - バレンタインデー[37]（『ベツコミ』2017年6月号別冊ふろく『CHOCOLATE〜男の子はチョコレートよりほろ苦くって甘い〜』、特装版のみ収録）
    - あのときのこと（『&フラワー』2018年12号、特装版のみ収録）
    - 玖's KITCHEN（『ベツフラ』2020年1号、『デラックスベツコミ』2020年6月号[38]、特装版のみ収録）
    - 文の補習[39]（『ベツコミ』2020年6月号、特装版のみ収録）
    - 玖太郎とアタルの密談（10巻スペシャルファンブックに収録されていた作品の再録、特装版のみ収録）

  13. 2020年12月25日発売[40]、『ベツコミ』2020年8月号 - 11月号、ISBN 978-4-09-871158-1
  14. 2021年4月26日発売[41]、『ベツコミ』2021年1月号 - 4月号、ISBN 978-4-09-871302-8
  15. 2021年9月24日発売[42]、『ベツコミ』2021年5月号 - 8月号、ISBN 978-4-09-871395-0
  16. 2021年12月24日発売[43]、『ベツコミ』2021年9月号 - 12月号、ISBN 978-4-09-871552-7
  17. 2022年5月26日発売[44]、『ベツコミ』2022年2月号 - 5月号、ISBN 978-4-09-871663-0
    - クイーンズ・クオリティ 番外編[45][46]（『ベツコミ』2022年4月号）

  18. 2022年9月26日発売[47]、『ベツコミ』2022年6月号 - 9月号、ISBN 978-4-09-871704-0
  19. 2023年2月24日発売[48]、『ベツコミ』2022年11月号 - 2023年2月号、ISBN 978-4-09-871868-9
  20. 2023年6月26日発売[49]、ISBN 978-4-09-872098-9
  21. 2023年10月26日発売[50]、ISBN 978-4-09-872366-9
  22. 2024年3月26日発売[51]、ISBN 978-4-09-872491-8
  23. 2024年7月25日発売[52]、ISBN 978-4-09-872664-6
  24. 2024年12月25日発売[53]、ISBN 978-4-09-872796-4
  25. 2025年5月26日発売[54]、ISBN 978-4-09-873058-2
    - （ファイナルファンブック付き限定版）同日発売[55]、ISBN 978-4-09-943198-3
- ビーストマスター 新装版（2017年、全2巻）
  1. 2017年7月26日発売[56]、『Betsucomi』2006年10月号 - 12月号、『ベツコミ』2007年1月号、ISBN 978-4-09-139465-1
    - Fly（『デラックスBetsucomi』2003年8月号）

  2. 2017年7月26日発売[57]、『ベツコミ』2007年2月号 - 3月号、ISBN 978-4-09-139466-8
    - ビーストマスター 番外編（『デラックスベツコミ』2007年初夏の超!特大号）
    - サボテンサマーサプライズ（『Betsucomi』2006年9月号別冊『Betsucomi＋1』）

### 単行本未収録作品
- 吉祥寺メロス（『デラックスBetsucomi』2002年12月号）
- Strawberry field（『デラックスBetsucomi』2003年2月号）
- デリシャスXデイ（『デラックスBetsucomi』2003年6月号）
- 密会コーヒーフレーバー （『Betsucomi』2003年11月号）
- ブツ滅センチメンタル[39]（『ベツコミ』2020年6月号）

## 関連人物
- 望月深冬 - 日本の漫画家。アシスタント経験者[58]。